# Gżira
Gżira (vagy il-Gżira) város és helyi tanács Málta északkeleti partján Msida és Sliema között a Marsamxett öbölben. Lakossága 7086 fő. A város nevét a Manoel-szigetről kapta (gżira máltai nyelven szigetet jelent), amely a város része.

## Története
A város története a Manoel-sziget beépítésével kezdődött. 1643-ban Jean Paul Lascaris-Castellar johannita nagymester utasítására karanténkórházat (lazzaretto) alapítottak itt. 1718-ban Brichelot és Bremond térképén Isoletta néven szerepel. 1726-ra a Manoel erőd foglalta el a sziget csúcsát. Bár a tervek szerint egy erődített várost kellett volna fejleszteni a szigeten, végül csak egy 500 katonát ellátó erőd épült meg. A parton a 19. század közepén kezdte az első házakat építtetni Jacob Tagliaferro lovag. Gżira munkásosztály-lakta városként vált ismertté.
1921-ben önálló egyházközség lett. A második világháborúban a Manoel-sziget brit tengerészeti támaszpont volt, és ezért a német támadások gyakori célpontja. A város jelentős károkat szenvedett.
1994 óta Málta helyi tanácsainak egyike. Az Egyetem és Valletta közelsége miatt kedvelt lakóhely.

## A város ma
Az utolsó évtizedekben az öreg házak közül sokat lebontottak és új, fényűző bérházakat építettek. A sétány karakterét és báját meghatározzák a megmaradt házak fával burkolt erkélyeikkel, jellegzetes homlokzatukkal. Gżirában a lakások számának növekedése a lakásárak csökkenéséhez vezetett, a város keresetté vált a máltai és külföldi letelepülők között. A fő ok a terület népszerűsége mögött az, hogy meglehetősen központi helyen van Máltán belül, ráadásul közel van az egyetemhez és Vallettához is. A szolgáltató szektor, főleg az autószerelők, kereskedelmi áruházak és nyelvoktatási szolgáltatások a város fő tevékenységei. Mára teljesen összeolvadt a szomszédos városokkal.
A 20. század végén Gżirában is megnőtt az idegenforgalom, többek között a magyarok körében is népszerű Málta ezen része.

## Önkormányzata
Gżirát hétfős helyi tanács igazgatja. A jelenlegi (6.) tanács 2012 óta van hivatalban.
Polgármesterei:
- Albert Rizzo M.Q.R. (1994–1998)
- Dr. Ian Micallef (1998–2001)
- Anthony Buhagiar (2001)
- Vincensa Attard (2001–2004)
- Anthony Abela (2004–2005)
- Albert Rizzo M.Q.R. (2005–2007)
- Dr. Chris Bonett (2007–2012)
- Roberto Cristiano (Munkáspárt, 2012-)

## Nevezetességei

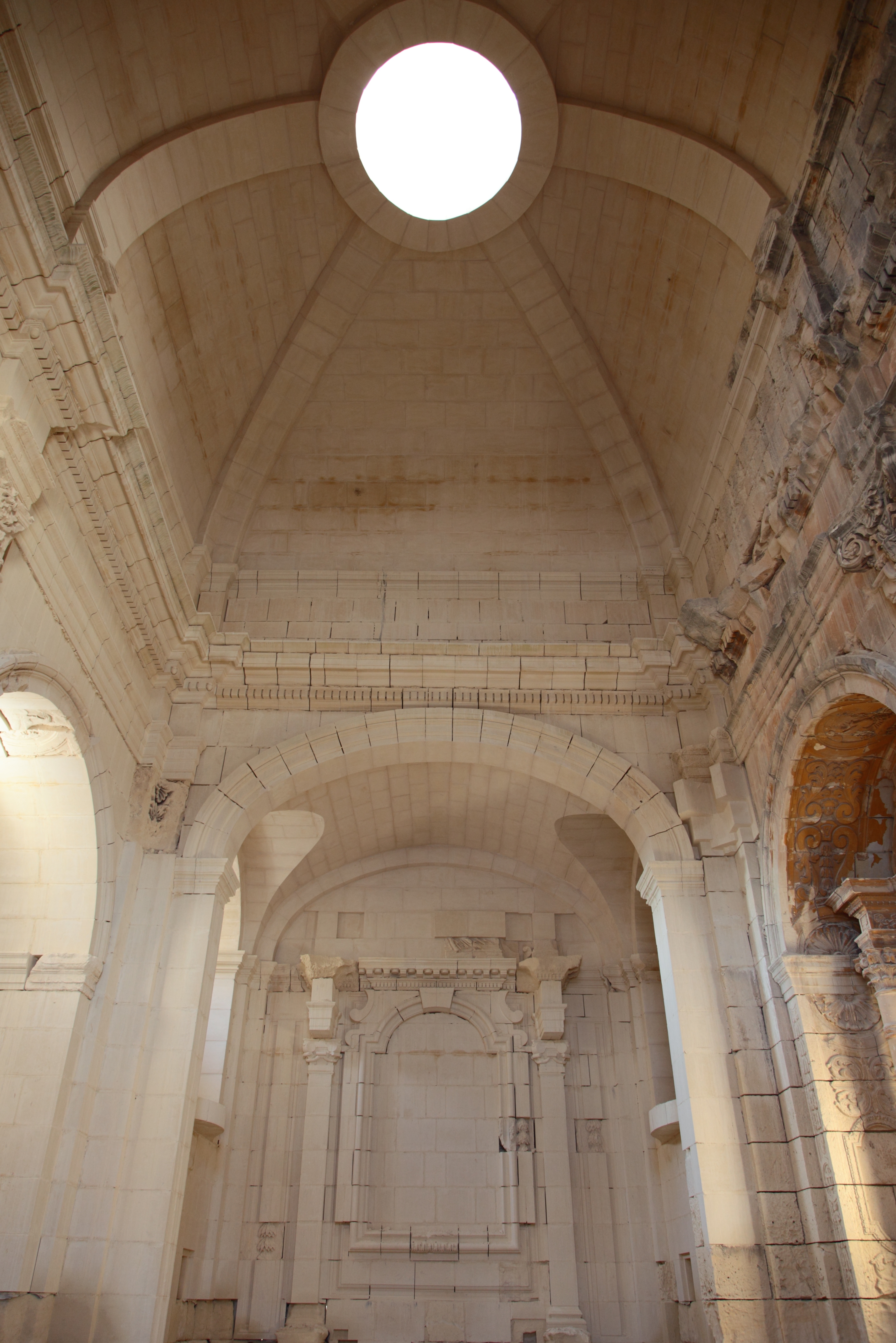
A Fort Manoel kápolnája

### Manoel-sziget
A Manoel-szigetet eredetileg l'Isola del Vescovonak (máltaiul il-Gżira tal-Isqofnak) hívták, melynek szó szerinti fordítása: „A püspök szigete”. A sziget első épülete a San Rocco járványkórház volt (1643), amelynek árkádos épülete ma is látható. A Marsamxett-öbölben található szigetet később átnevezték Manoel-szigetre a portugál António Manuel de Vilhena, a Máltai Lovagrend nagymestere után, akinek az utasítására az erődöt építették 1726-ban. Egykor fontolóra vették, hogy fallal körülvett várost építsenek a Manoel-szigetre, de helyette megállapodtak egy erődben, amit úgy terveztek, hogy 500 katonát elhelyezhessenek benne. Az erődnek van egy nagyszerű négyszöge, felvonulási tere és árkádja, és otthont adott egy barokk kápolnának, ami páduai Szent Antalnak volt szentelve.
A második világháború alatt a Manoel-szigetet és erődjét tengerészeti támaszpontnak használta az angol királyi flotta, a Royal Navy. A Szent Antal kápolnát 1942-ben szinte teljesen elpusztította a Luftwaffe.
2006 óta az erőd jelentős restauráláson ment keresztül, amelynek keretében lakóhelyeket is építenek a szigetre.

### Egyéb nevezetességei
- Manoel erőd: 1998 óta a Lovagi erődök Málta kikötőiben nevű javasolt világörökségi helyszín rész[4]
- Stella Maris-kápolna (Tenger Csillaga): a község első plébániatemploma
- Kármel-hegyi Miasszonyunk plébániatemplom: a helyiek tal-Ġebla (kőből épült) néven is ismerik.
- Empire Stadion: Málta korábbi nemzetközi futballstadionja
- Az Európa Tanács-kertek (Ġnien il-Kunsill ta' l-Ewropa)

## Kultúra
Band clubja a Mount Carmel Band Club

### Iskolák
- Stella Maris College: egyházi fiúiskola
- St. Monica School: egyházi leányiskola
- Antonio Bosio állami iskola

## Sport
Sportegyesületei:
- Boccia: Gżira Boċċi Club
- Labdarúgás: Gżira United Football Club & Nursery

## Közlekedése
A sziget északkeleti partján futó főút keresztezi a várost, autóval néhány perc alatt megközelíthető a főváros, az egyetem és a Mater Dei kórház is.
Buszjáratai (2011. július 3 után):
- 11 (Valletta-Ċirkewwa)
- 12 (Valletta-Buġibba)
- 13 (Valletta-Sliema)
- 21 (Valletta-Mosta)
- 22 (Valletta, körjárat)
- 23 (Valletta-Għajn Tuffieħa)
- 116 (Sliema, körjárat)
- N13 (éjszakai, San Ġiljan, körjárat)